# Chezala fulvia
Chezala fulvia is een vlinder uit de familie van de sikkelmotten (Oecophoridae). De wetenschappelijke naam van de soort werd in 1882 als Cryptopeges fulvia gepubliceerd door Butler.